# Шевченко, Владимир Иванович (историк)
Владимир Иванович Шевченко (белор. Уладзімір Іванавіч Шаўчэнка) (12 мая 1906, п. Просковея, Свято-Крестовский уезд, Ставропольская губерния — 1971, Москва) — белорусский историк, профессор.  Декан исторического факультета БГУ в 1943—1944 годах.

## Биография
Родился в семье деревенского агронома и учительницы 12 мая 1906 года. Отец Владимира Ивановича умер от сыпного тифа в 1919 году. Его дед Данила Шевченко являлся далеким родственником Тарас Шевченко.
В 1923 году в Ессентуках окончил школу второй степени, после учился в мужской классической гимназии и реальном училище. В 1924 году поступил в Московский высший литературно-художественный институт, после двух с половиной лет обучения в котором по специальности «античная литература» переступил на историко-лингвистический факультет Ленинградского государственного университета. В 1929 году после завершения обучения в университете начал работать в качестве библиографа, затем литературоведа в Академию Наук СССР.
В 1933 году утвержден доцентом (по кафедре истории) Псковского педагогического института.
Со второй половины 1930 года работает профессором Могилевского государственного педагогического института.
С 1937 года работает доцентом кафедры всеобщей литературы, заведующим археологическим музеем, доцентом кафедры древнего времени и средних веков БГУ. Одновременно он читает лекции в Казанском государственном университете и работает в Барановичском педагогическом институте.
С началом Великой Отечественной войны эвакуируется в Йошкар-Олу, где становится директором Института усовершенствования учителей. С 1942 года работает в ЦК КП(б)б, редактором во Всеславянском комитете, сотрудником Совинформбюро. После возобновления деятельности БГУ и исторического факультета на железнодорожной станции Сходня под Москвой приказом ректора назначается сначала ученым секретарем и заведующим кафедрой древней истории, а 6 декабря 1943 года — исполняющим обязанности декана исторического факультета, занимаемой до марта 1944 года.
Умер в 1971 году.
Автор научно-фантастического очерка «В 2017 году», который был опубликован в журнале «Семья и школа» № 11 в 1957 году.